# Автомобилист (стадион, Москва)
«Автомобилист»— стадион в САО г. Москвы, расположенный по адресу ул. Вятская, 41.

## История
Один из старейших стадионов Москвы. Построен в 1940 году, до 1960-х годов назывался стадион фабрики «Свобода», «Пищевик», «Спартак». В 2007 году на арене прошла реконструкция.

## Использование
На стадионе домашние матчи первенства страны проводили команды «Пищевик» (в 1939—1940-годах), «Красная Пресня» (1979—1980), «Велес» (2017).
С 2002 года стадион является домашним для команды «Савеловская» (спортивная школа № 75).